# Liste der hannoverschen Gesandten in Preußen
Dies ist eine Liste der hannoverschen Gesandten in Preußen.

## Gesandte  desKurfürstentums Hannover
1716: Aufnahme diplomatischer Beziehungen
...
- 1787–1795: Ernst Ludwig Julius von Lenthe (1744–1814)
- 1796–1800: Ludwig Karl Georg von Ompteda[2] (1767–1854)
- 1800–1803: Franz Ludwig Wilhelm von Reden (1754–1831)[3]
- 1803–1806: Ludwig Karl Georg von Ompteda (1767–1854)

## Gesandte desKönigreichs Hannover

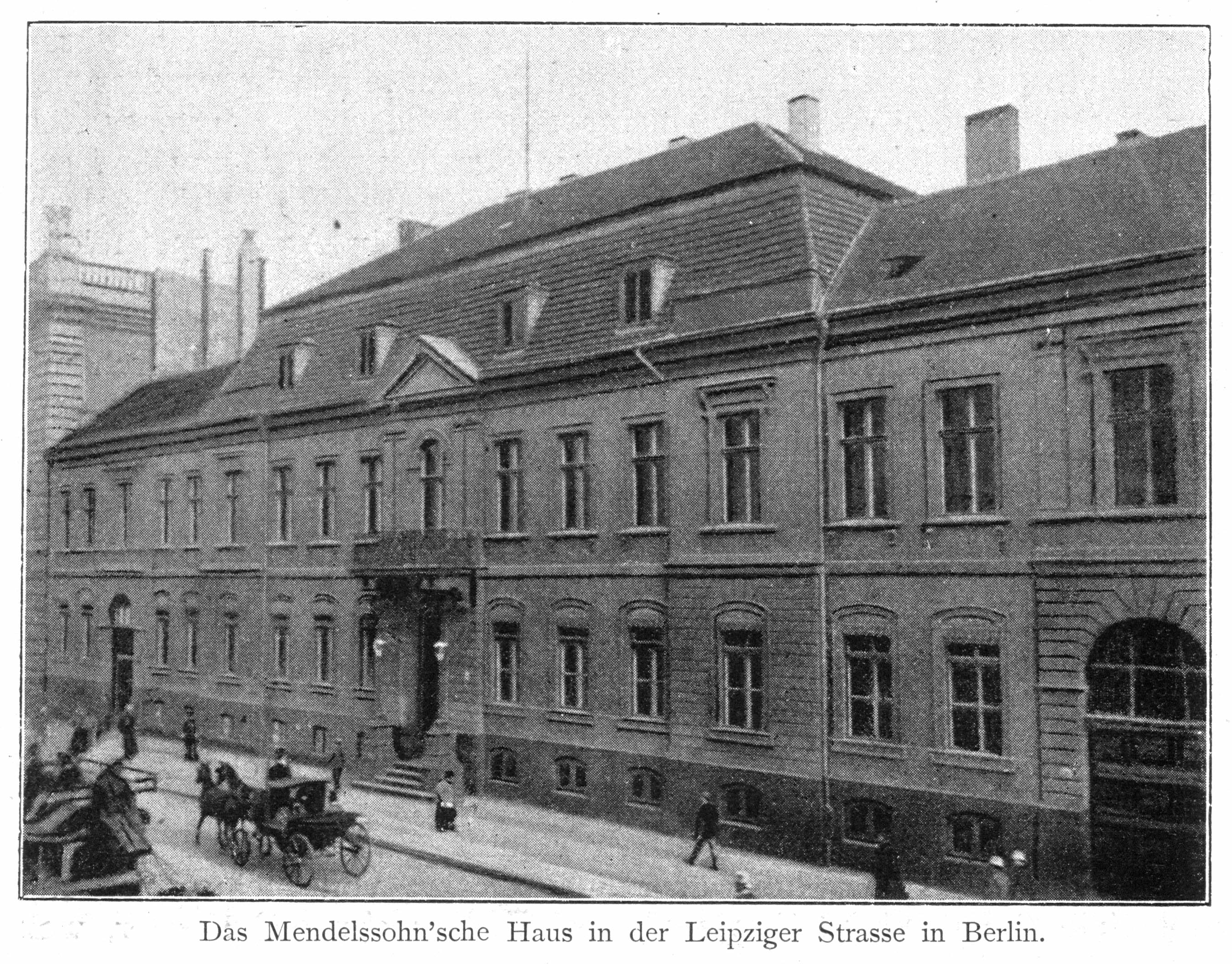
Palais Groeben, Mendelssohn Wohnhaus in Berlin, Leipziger Straße 3. Die Hannoversche Gesandtschaft nutzte die Beletage

- 1814–1824: Ludwig Karl Georg von Ompteda (1767–1854)
- 1824–1825: Friedrich Wilhelm Alexander von Linsingen (1786–1861)
- 1825–1831: Franz Ludwig Wilhelm von Reden (1754–1831)
- 1831–1837: Börries Wilhelm von Münchhausen (1794–1849)
- 1838–1843: August von Berger (1765–1850)
- 1843–1844: Anton von Hardenberg (1802–1849)
- 1844–1860: Carl-Wilhelm Georg zu Innhausen und Knyphausen (1784–1860)
- 1860–1864: Wilhelm August von Reitzenstein (1815–1864)
- 1865–1866: Bodo Albrecht von Stockhausen (1810–1885)

1866: Auflösung der Gesandtschaft infolge der preußischen Annexion Hannovers